# Бурый, Андрей Фёдорович
Андрей Фёдорович Бурый (12 июля 1891, Корма, Добрушский район — 14 января 1976) — командир партизанского отряда. Председатель исполкома горсовета депутатов трудящихся в Барановичах (июль 1944 — июнь 1945). С 1945 года директор совхоза «Красная Звезда». 

## Биография
Родился 12 июля 1891 года в деревне Корма Добрушского района.
В октябре 1912 года призван на службу в царскую армию. Там присоединился к революционерам, стал активным участником Октябрьской революции и Гражданской войны. В начале 1918 года вступил в коммунистическую партию. Заместитель командира революционного отряда красных партизан.
С первых дней Великой Отечественной войны один из первых на Гомельщине создал партизанский отряд и командовал им до соединения с частями Красной Армии.
А. Ф. Бурому присвоен псевдоним «Хмара», что с белорусского языка означает туча.
Партизаны провели совместный с бойцами спецотряда ряд боевых операций, где  А. Ф. Бурый был тяжело ранен в ноги.
В марте 1943 года А. Ф. Бурый (псевдоним «Хмара») — командир партизанского отряда имени Кирова. 27 сентября партизаны отряда имени Кирова объединились с воинами Красной Армии.
За организацию партизанского движения и умелое командование партизанским отрядом, а также за успехи в трудовой деятельности награждён орденами Ленина и Боевого Красного Знамени, несколькими медалями.
После войны работал председателем исполкома горсовета депутатов трудящихся в Барановичах (июль 1944 — июнь 1945). С 1945 года — директор совхоза «Красная Звезда».
А. Ф. Бурый умер 14 января 1976 года. Похоронен на кладбище в городе Клецке.

## Награды и звания
- Орден Ленина
- Орден Боевого Красного Знамени